# Golden Globe Awards 1948
Die fünfte Verleihung der Golden Globe Awards fand am 10. März 1948 im Hollywood Roosevelt Hotel in Los Angeles, Kalifornien statt.

## Preisträger

### Bester Film
Tabu der Gerechten (Gentleman’s Agreement) – Regie: Elia Kazan

### Beste Regie
Elia Kazan – Tabu der Gerechten (Gentleman’s Agreement)

### Bester Hauptdarsteller
Ronald Colman – Ein Doppelleben (A Double Life)

### Beste Hauptdarstellerin
Rosalind Russell – Mourning Becomes Electra

### Bester Nebendarsteller
Edmund Gwenn – Das Wunder von Manhattan (Miracle on 34th Street)

### Beste Nebendarstellerin
Celeste Holm – Tabu der Gerechten (Gentleman’s Agreement)

### Bester Nachwuchsdarsteller
Richard Widmark – Der Todeskuß (Kiss of Death)

### Beste Nachwuchsdarstellerin
Lois Maxwell – That Hagen Girl

### Bestes Drehbuch
George Seaton – Das Wunder von Manhattan (Miracle on 34th Street)

### Beste Kamera
Jack Cardiff – Die schwarze Narzisse (Black Narcissus)

### Beste Filmmusik
Max Steiner – Unser Leben mit Vater (Life with Father)